# Mohammad Mossadeq
Mohammad Hedayat Mossadeq of Mossadegh (Perzisch: محمد مصدق) (Teheran, 19 mei 1882 – Ahmadabad-e Mosaddeq, 4 maart 1967) was de premier van Iran van 1951 tot 1953.
Zijn regering introduceerde een reeks progressieve sociale en politieke hervormingen zoals sociale zekerheid, huurbescherming en landhervormingen. Het meest opmerkelijke beleidsonderdeel was echter de nationalisering van de Iraanse olie-industrie, die onder Britse controle was sinds 1913.
Mossadeq werd afgezet op 19 augustus 1953, toen zijn regering omver werd geworpen in een staatsgreep georganiseerd en uitgevoerd door de Amerikaanse inlichtingendienst CIA op aanvraag van de Britse MI6. De CIA koos generaal Fazlollah Zahedi als opvolger van Mossadeq. Mossadeq werd voor drie jaar opgesloten en daarna tot zijn dood onder huisarrest geplaatst. Hij werd begraven in zijn eigen huis, om politieke oproer te vermijden.

## Achtergrond en studie
Mossadeq was een Perzische aristocraat en een telg van de koninklijke Kadjarenfamilie. De vader van Mossadeq was minister van Financiën onder sjah Naser ed-Din Kadjar en zijn moeder was een prinses uit het koningshuis van de Kadjaren. Zijn vader stierf toen hij pas tien jaar oud was. Hij werd onmiddellijk benoemd tot belastingontvanger in de provincie van Khorasan, om op deze manier toch wat inkomsten binnen te krijgen.
In 1930 trouwde hij met zijn verre nicht. Samen kregen ze vijf kinderen, van wie twee zonen (Ahmad en Ghulam Hussein) en drie dochters (Mansura, Zia Ashraf en Khadija).
Na de Perzische constitutionele revolutie van 1906 werd Mossadeq in de Majlis van Iran (parlement) gekozen, maar weigerde de zetel vanwege zijn jonge leeftijd. Nadat de grondwet in 1909 door de sjah met behulp van de Russen buiten werking was gesteld, ging Mossadeq naar Europa. Hij studeerde af in internationaal recht in Parijs en vervolgde daarna zijn reis naar Zwitserland waar hij promoveerde in de filosofie en zijn bachelor in economie behaalde. In 1913 werd hij advocaat in Teheran. Ook gaf hij les aan de universiteit in Teheran voordat hij zijn leven volledig richtte op de binnenlandse politiek. Mossadeq schreef sindsdien diverse politieke werken.

## Ministerschap en gouverneurschap
Van 1917 tot 1919 was hij onderminister van Financiën en bestreed hij het verdrag tussen Perzië (Iran) en Groot-Brittannië omtrent de oliewinning. In 1919 was hij minister van Justitie. Tussen 1919 en 1921 was Mossadeq gouverneur van de provincie Fars. Na de staatsgreep van Reza Chan en Zia al-Din Tabataba'i in 1921 trad Mossadeq als gouverneur af, omdat hij de legitimiteit van de coup ter discussie stelde en niet in de oprechtheid van Reza Chan geloofde.
Na de val van premier Tabataba'i werd Mossadeq gouverneur van Iraans Azerbeidzjan, maar raakte spoedig in conflict met minister van Oorlog Reza Chan. In mei 1923 werd Mossadeq minister van Buitenlandse Zaken, maar trad in oktober van dat jaar af toen Reza Chan minister-president werd. Reza Chan werd na het vertrek van sjah Soltan Ahmad Kadjar regent van Iran en een jaar later sjah.

## Opposant van de sjah
Mossadeq leefde tijdens het regime van sjah Reza Sjah onder huisarrest. Pas na de door de Geallieerden opgezette val van Reza Sjah in 1941 begaf Mossadeq zich weer in de politiek.
Hij werd in de 14e majlis gekozen voor de regio Teheran.
Door het ingrijpen van de nieuwe sjah Mohammad Reza Pahlavi, kon hij niet in de 15e majlis worden gekozen.
In 1950 richtte hij met negentien anderen het liberale Nationaal Front op, dat steun genoot van de oppositie, de democraten, de geestelijkheid en zelfs van de communistische Tudeh-partij. Hun doel was om een stabiele democratie te vestigen en een einde te maken aan buitenlandse aanwezigheid in Iran. Dit laatste wilden ze onder andere doen door de operaties van de ‘Anglo-Iranian Oil Company’ oftewel de ‘Anglo-Iraanse Olie Compagnie’ (AIOC) te nationaliseren.

## Ideologie
Mohammad Mossadeq was een vermogend en geleerd man. Hij stond sinds zijn jonge jaren al bekend als een liberale democraat. Hoe meer hij in de politiek verwikkeld raakte, des te meer hij een overtuigd nationalist werd.
Het frustreerde hem dat Groot-Brittannië misbruik maakte van de Perzische oliereserves, waarvan het Westen veel meer profiteerde dan Iran zelf. Hoewel Iran in principe niet gekoloniseerd is geweest in het verleden, was het allesbehalve vrij en onafhankelijk. Hier wilde Mossadeq verandering in brengen.
Door de olie-industrie te nationaliseren, maakte hij Iran economisch gezien minder afhankelijk van buitenlandse investeerders, en probeerde hij zo het vertrouwen van het volk in hun eigen land terug te krijgen. Hij probeerde te investeren in andere productiemogelijkheden en zich niet alleen te concentreren op de olie-export. Zo zou Iran in theorie zelfvoorzienend kunnen worden. Volgens Mossadeq zou het land minder risico lopen wanneer niet alles af zou hangen van de olie-inkomsten. Balans en spreiding waren kernwoorden in het beleid van Mossadeq.
Daarnaast was zijn voornaamste thema om de macht van de sjah te verschuiven naar het parlement, zodat het volk meer inspraak kon krijgen over beslissingen die genomen werden.
Mossadeq stond, zoals hij het zelf graag noemde, voor een ‘schone regering’. Hiermee bedoelde hij een regering vrij van corruptie met een transparante beleidsvoering, een regering waar het volk bij betrokken was, een onafhankelijk rechtssysteem, vrijheid van religie, en uiteraard vrije verkiezingen. Daarnaast zette hij zich in voor meer rechten voor vrouwen, arbeiders, en boeren. Hij was zelfs bezig met een fonds om rurale ontwikkelingsprojecten te stimuleren, om zo de ongelijkheid binnen de bevolking te verkleinen.
Zijn ideeën werden vaak veroordeeld door het westen, de door het westen gesteunde sjah, of oppositiepartijen, maar desalniettemin bleef hij over het algemeen de steun van de meerderheid van het volk houden. Zijn vernieuwende ideeën kregen groot draagvlak bij de inwoners van Iran.

## Minister-president

Mohammad Mossadeq in 1951

In 1951 werd hij door de 16de majlis tot premier gekozen en als zodanig door de sjah aangesteld. De stemming binnen het parlement was 79 stemmen voor en 12 stemmen tegen. Hij ging direct over tot de nationalisatie van de Anglo-Iranian Oil Company. De sjah was het hier eigenlijk niet mee eens, maar vanwege de populariteit van de nieuwe minister werd hij min of meer gedwongen om de 'olienationalisatiewet' te accepteren. De Britten, die een meerderheidsaandeel hadden in de oliemaatschappij, zetten Iran onder druk door hun marineschepen in de Perzische Golf te bewapenen en daagden Mossadeq voor het Internationaal Tribunaal in Den Haag. Mossadeq ging onmiddellijk naar Den Haag, waar hij in het gelijk werd gesteld. De regering-Mossadeq verbrak daarop de betrekkingen met Groot-Brittannië. Op 17 juli 1952 trad Mossadeq tijdelijk af na een hoogoplopend conflict met sjah Mohammad Reza Pahlavi omtrent de machtsverdeling en de portefeuille van Defensie. De sjah weigerde namelijk om de macht van het leger aan het parlement te geven. Door deze situatie kwamen mensen uit allerlei partijen in een 'bijna spontane opstand'. Zij organiseerden een demonstratie die een paar dagen duurde. De steun van de communistische Tudeh-partij was hierbij opmerkelijk. Tijdens dit oproer werden zo’n 250 mensen gedood. Na deze volksopstand te zijner gunste (en dankzij het ingrijpen van ayatollah Kashani), werd Mossadeq opnieuw door de sjah tot premier én minister van Defensie benoemd.

## Nationalisering van de olie en de gevolgen daarvan
Naast het ‘Nationaal Front’ onder leiding van Mohammad Mossadeq, waren er meerdere partijen en groeperingen die zich achter het idee van de olienationalisering schaarden. Mossadeq was hier erg blij om, omdat dit een democratisch besluit zou moeten worden waar het volk en de regering achter zouden staan.
Hij beweerde dat het oliebeleid Iran op de lange termijn steeds meer zou gaan schaden, en dat het land er uiteindelijk aan ten onder zou gaan. Ter illustratie, Engeland verdiende meer in 1950 door de oliewinning uit Iran, dan ze Iran daarvoor in de afgelopen halve eeuw hadden betaald. Mossadeq noemde dit beleid dan ook ‘kolonialisme’ en ‘uitbuiting’. In 1952 vaagde hij het ‘Ango-Iranian Oil’-concept helemaal weg uit Iran. De westerse landen waren vervolgens erg angstig dat hun belangen door deze beslissing niet meer behartigd zouden worden op het gebied van Iraanse olie, en hadden mede daarom een wantrouwige instelling naar Mossadeq toe.
De meeste oliereserves van Iran waren gevestigd in het gebied van de Perzische Golf, en ontwikkeld door de van oorsprong Britse ‘Anglo-Iranian Oil Company’. Deze olie werd vervolgens geëxporteerd naar Groot-Brittannië.
Vanwege een groeiend bewustzijn van de kleine hoeveelheid die Iran eigenlijk kreeg van de AIOC, en de afwijzing van het voorstel om de oliewinst eerlijk te verdelen, zag Iran het als zijn enige optie om hun nationale trots te behouden en te kunnen bouwen aan een onafhankelijke en stabiele toekomst. Vandaar dat het plan zo aansloeg onder de bevolking.
Na een stemming onder de majlis en de senaat, werd er besloten over te gaan op het nationaliseren van de Iraanse olie-industrie.
Een andere partij die zich sterk maakte voor het betreffende plan, was de communistische Tudeh-partij. In 1951 waren zij al aan het protesteren vanwege de slechte werkomstandigheden en lage lonen van de arbeiders in de olie-industrie. Zij eisten dat het nationaliseren niet lang meer op zich zou moeten wachten. Vanwege de redelijk grote aanhang van de Tudeh, maakte deze opstelling zeker indruk op de regering.
Hoewel de acties en beloften van Mossadeq betreffende de olienationalisering er erg rooskleurig uitzagen, kwam het land wel degelijk in de problemen toen Engeland eenmaal als dominante investeerder wegviel. Naast het feit dat Iran opeens gespecialiseerde mensen - zoals technici en dergelijke - omtrent de oliewinning miste, deed Groot-Brittannië er verder alles aan om Iran nog meer in diskrediet te brengen. Zo sloten ze de olie-installaties, en poogden ze zelfs een boycot tot stand te brengen. De ‘Anglo-Iranian Oil Company’ zocht naarstig naar nieuwe contacten voor alternatieve bronnen, zodat Iran niets aan macht op de internationale handelsmarkt zou winnen.
De gehele olieproductie in Iran kwam abrupt tot een stilstand en daalde gigantisch in omzet. Tijdens deze zogenaamde ‘Abadan-crisis’ werd het olie-inkomen van Iran gereduceerd tot praktisch nul. Dit betekende een grote klap op de beloofde hervormingen van Mossadeq aan het volk. Zijn geloofwaardigheid werd al snel in twijfel getrokken. Op hetzelfde moment, waren de gevolgen voor landen als Saoedi-Arabië, Koeweit en Irak vele malen positiever, omdat Engeland daarheen was gegaan voor afname van olie.
Hoewel Mossadeq nog wel in de regering bleef na de verkiezing die volgde, was de spanning aanzienlijk in het 17e majlis, in februari 1952. Mossadeq moest gaan uitkijken dat conservatievelingen, de rijke terughoudende bovenlaag van de bevolking en de provincieplaatsen zich niet tegen hem zouden gaan keren.
Mossadeq overtuigde de rest van de regering om hem voor zes maanden een ‘noodplan’ aan te reiken om een vrijbrief te krijgen om zo elke maatregel te kunnen nemen die nodig was op financieel, electoraal en justitieel vlak. De Tudeh-partij bleef hierin aan zijn kant staan.
Hij probeerde om de macht van de sjah nog verder in te perken door zijn budget te verkleinen en hem te verbieden om direct met buitenlandse diplomaten te praten. In januari 1953 was het Mossadeq gelukt om het ‘noodplan’ te verlengen voor nog eens twaalf maanden. In die periode schreef hij landhervormingen voor waardoor boeren meer macht kregen over hun eigen land in plaats van te moeten luisteren naar een aloude Iraanse hiërarchie.
Zijn verhouding met de sjah werd steeds gespannener. Een door oud-officieren beraamde moordaanslag op premier Mossadeq (maart 1953), werd door hem tijdig ontdekt. Op 17 augustus 1953 vluchtte de sjah naar het buitenland. Volgens autoriteiten was dit vanwege een vakantie. Mossadeq weigerde om af te treden.
De Tudeh-partij en het Nationaal Front hadden niet dezelfde idealen en namen het niet onvoorwaardelijk voor elkaar op. De communisten hadden Mossadeq alleen steun betuigd omdat ze liever hem hadden dan een machtige sjah. Hoe dan ook, Amerika vatte dit op als alarmerende signalen. Zij zagen de Tudeh als een grote radicale bedreiging, en stelden Mossadeq voor een keuze. De macht van de Tudeh-partij moest drastisch worden beperkt, of de steun vanuit de VS zou worden ingetrokken. Bang dat vervolgens de Sovjet-Unie haar invloedssfeer zou uitbreiden naar Iran, ontnam Mossadeq de communisten alle macht en koos de kant van Amerika.
Ondanks de vele hoopvolle veranderingen die Mossadeq aanbracht, bleven de tijden van crisis in Iran voortbestaan en zakte de moed velen steeds meer in de schoenen.
Het werd op een gegeven moment zelfs zo erg dat mensen in zijn eigen partij zich tegen hem gingen keren. Toen ook het deel van de geestelijkheid, die tot dan toe aan zijn zijde was gebleven, het vertrouwen opgaf, raakte hij hier automatisch zijn geloofwaardigheid naar het religieuzere deel van de bevolking kwijt. Dit kon niet meer ten goede gekeerd worden. Hun geduld raakte op.

## Val
Een coup van generaal Fazlollah Zahedi, gesteund door de CIA en ook de Britse veiligheidsdienst MI6, op 19 augustus 1953 bracht Mossadeq ten slotte ten val.
De druppel die de emmer deed overlopen was hierbij de uitspraak van Mossadeq dat hij Groot-Brittannië officieel als vijand zag.
De VS en Engeland probeerden het eerst alleen via de macht van sjah Mohammad Reza Pahlavi te spelen door zijn positie te gebruiken om Mossadeq af te zetten. Dit ging echter moeizaam, ten eerste omdat de sjah niet bepaald meewerkte, ten tweede omdat Mossadeq zelf lucht van het plan kreeg, en ten derde omdat Mossadeq te veel aanhangers had die zich achter hem schaarden. Mossadeq was niet voor één gat te vangen en luisterde simpelweg niet naar de sjah. Toen het voor de Sjah duidelijk werd dat Amerika en Groot-Brittannië het met grovere middelen zouden proberen, vluchtte de Sjah naar Rome.
Toen gooide Amerika het over een andere boeg. Het Republikeinse deel van het land zag namelijk communistisch gevaar op de loer liggen door Mossadeqs tolerante opstelling tegenover de Tudeh-partij. Daarnaast kwam hij door het verlengde ‘noodplan’ steeds meer over als een dictator die streefde naar absolute alleenheerschappij, omdat hij beslissingen nam zonder uitgebreid overleg met de rest van de regering. Om deze redenen werd besloten om maatregelen te nemen en Mossadeq werd met behulp van het leger uit zijn functie gezet.
De sjah-positie van Mohammad Reza Pahlavi, die tijdens de inmenging van de CIA veilig in Rome zat, werd vervolgens hersteld. Mohammad Fazlollah Zahedi was tevens de man die in de plaats van Mossadeq het minister-presidentschap mocht overnemen. Toen Zahedi nog generaal was in het Iraanse leger, was hij voor de nationalisering van de olie. Ook had hij in de Tweede Wereldoorlog nazi-sympathieën. Maar hij was zeer anticommunistisch, en hij stond toe dat de macht van de sjah grotendeels hersteld werd.
De president van de Verenigde Staten was op dat moment Dwight Eisenhower. De coup, die Engelse codenaam "Operation Boot" en de Amerikaanse codenaam "TPAJAX Project" had, kwam bekend te staan als 'Operatie Ajax' en kostte de Amerikaanse regering maar één miljoen dollar. Het was de eerste geslaagde Amerikaanse ontmanteling van een buitenlandse regering zonder de inzet van Amerikaanse troepen.
Zahedi kwam in de plaats van Mossadeq en al snel kwam hij tot een overeenkomst met de buitenlandse oliemaatschappijen om de Iraanse olieproductie weer te herstellen zodat de wereldmarkt weer gevuld zou worden met aanzienlijke hoeveelheden Iraanse olie.
Voor Mossadeq stond democratie hoog in het vaandel. Hij wilde een vrij Iran zonder buitenlandse interventie. Toen hij eenmaal was afgezet en voortaan onder huisarrest moest leven op zijn landgoed Ahmad Abad, bleef er onder het bewind van de sjah echter weinig van democratie over. Met alle politieke oppositie rekende deze resoluut af, zodat enige politieke inbreng onmogelijk was.
Tijdens de revolutie van 1979, geleid door religieuze fundamentalisten, werd vervolgens ook de sjah van zijn macht ontdaan. Tot op de dag van vandaag is de relatie tussen de Verenigde Staten en Iran nooit hersteld en blijven spanningen en wantrouwen voortbestaan.

## Proces en veroordeling
Mossadeq werd tot het militair gerechtshof gedaagd vanwege de beschuldiging een verrader te zijn. Tijdens zijn proces maakte Mossadeq melding van twee tegen hem gerichte coups. Hij werd veroordeeld tot de doodstraf, maar dit werd door de sjah en Zahedi omgezet in drie jaar gevangenisstraf. In augustus 1956 kwam hij vrij. Vervolgens werd hij verplicht om voor altijd in zijn ouderlijke stad te blijven. Tot zijn dood in 1967 leefde hij onder huisarrest in Ahmad Abad, even buiten Teheran. Mossadeq stierf op 85-jarige leeftijd, een jaar nadat zijn vrouw op 64-jarige leeftijd was gestorven.
Als vechter voor de vrijheid van het Iraanse volk, heeft Mossadeq het erg zwaar gehad. Bij elkaar opgeteld heeft hij bijna 25 jaar, ongeveer de helft van zijn politieke leven, dan wel in de gevangenis dan wel in verbanning doorgebracht.

## Gevolgen

### In Iran
Na de afzetting van Mossadeq werd de Iraanse revolutie in 1979 door religieuze fundamentalisten een groot punt van rebellie in Amerika, omdat velen het ingrijpen van de VS in 1953 als keerpunt zagen voor deze gebeurtenis. Vandaag de dag is Mossadeq nog een van de meest populaire figuren in de Iraanse geschiedenis. Voornamelijk omdat hij zo uniek was qua denkbeelden. Ondanks dit, wordt hij vaak genegeerd in de Islamitische Republiek, omdat zijn denkbeelden volgens hen te vooruitstrevend en te westers waren. Secularisatie is bijvoorbeeld een hevig schrikbeeld voor hen, terwijl Mossadeq daar een groot voorstander van was.
Het wegvallen van de steun voor Mossadeq tijdens zijn bewind, wordt geweten aan Irans angst om in een land van chaos te transformeren, en de communisten te veel de vrije loop te laten.
Het kwijtraken van de steun van belangrijke politieke figuren die cruciale contacten waren in het contact met de lagere middenklasse, was automatisch al het doodvonnis van Mossadeq. Deze geestelijkheid was in Iran een belangrijke factor om ook de minder geleerde en progressieve bevolkingsgroepen aan te spreken.
Na Mossadeq kwam de sjah weer aan de macht. Hij had nog steeds geen boodschap aan democratie, die er na Mossadeq dan ook niet meer gekomen is. Dit creëerde langzaamaan een voedingsbodem voor de islamitische revolutie in 1979, waardoor haast alle verkregen moderniteit teniet werd gedaan. Iran toont nog steeds openlijke vijandschap ten opzichte van alles wat westers oogt.

### In de VS en andere landen
Jaren na 1953, werd er in Amerika nog steeds niet erkend dat zij een rol zouden hebben gespeeld in het verwijderen van Mossadeq uit de regering. Hoewel president Eisenhower zich wel openlijk negatief uitliet over Mossadeq, liet hij zich niet uit over betrekkingen die de VS zou hebben gehad met Iran in die tijd.
Pas in 1970 kwam gevoelig materiaal van de CIA naar buiten, en toen heeft de VS wel moeten toegeven, onder het excuus dat het strategisch noodzakelijk was om ‘Operation Ajax’ uit te voeren.
Op 4 juni 2009 bevestigde de Amerikaanse president Obama tijdens een toespraak de betrokkenheid van de VS:

In the middle of the Cold War, the United States played a role in the overthrow of a democratically elected Iranian government.
Op 19 augustus 2013 heeft de Amerikaanse inlichtingendienst CIA voor het eerst officieel erkend betrokken te zijn geweest bij de staatsgreep. De CIA heeft de geheimhoudingsplicht van een aantal documenten opgeheven waaruit de rol van de dienst blijkt, meldden Amerikaanse media. De documenten zijn gepubliceerd door het onderzoekscentrum National Security Archive dat het via de rechter in handen kreeg.
Onder leiding van directeur Allen Dulles hielp de CIA in 1953 bij de staatsgreep in Iran.
Het gaat om een passage waarin de CIA uitlegt wie de democratisch gekozen Mossadeq (1882-1967) opzij schoof: 'De militaire coup die de regering van Mossadeq en zijn Nationale Front ten val bracht, is uitgevoerd onder leiding van de CIA als een onderdeel van de buitenlandse politiek, ontwikkeld en goedgekeurd op de hoogste niveaus van de (Amerikaanse) regering.'